# Battaglia di Belmont (1899)
La battaglia di Belmont  è uno scontro militare combattuto il 23 novembre 1899 tra le truppe dell'Impero britannico e l'esercito boero del Transvaal e dello Stato Libero dell'Orange, nell'ambito della seconda guerra boera. La battaglia si concluse con la vittoria dei britannici.

## Svolgimento
Il 23 novembre 1899 il comandante britannico Paul Methuen scelse di attaccare una postazione boera situata su una collina vicino alla cittadina di Belmont. Il comandante boero Prinsloo, dopo una iniziale resistenza, si rese conto di essere in grave inferiorità numerica e scelse di ritirarsi ordinando ai suoi uomini di ripiegare lungo la ferrovia. I boeri fermarono la loro ritirata nella stazione successiva e si stabilirono a Graspan.